# Прапор Киргизстану
Державний прапор Киргизстану являє собою полотнище червоного кольору, у центрі якого розміщений сонячний диск із сорока променями золотавого кольору. Усередині сонячного диска червоним кольором зображений тюндюк киргизької юрти. Відношення сторін прапора 3:5. Дата прийняття: 20 грудня 2023 року.
Червона однобарвність прапора символізує доблесть і сміливість, золоте Сонце, що купається у своїх променях, уособлює спокій і багатство, а тюндюк — символ рідної домівки. 40 променів, об'єднаних у коло, означають об'єднання 40 стародавніх племен у єдиний Киргизстан. Тюндюк символізує єдність народів, що проживають у країні. Червоний колір прапора був кольором прапора великодушного Манаса.
Автори: Е. Айдарбеков, Б. Жайчибеков, С. Іптаров, Ж. Матаєв, М. Сидиков.
2023 року депутати Жогорку Кенеша ухвалили зміни до закону, змінивши також і прапор країни. Правки пропонували змінити форму променів з хвилеподібних на прямі, а також збільшити кількість чамгарак у тундуку з трьох до чотирьох.

## Історичні прапори
У складі Радянського Союзу країна мала офіційну назву Киргизька Радянська Соціалістична Республіка (Киргизька РСР), і використовувала радянську державну символіку.

### Радянська Доба

Прапор Киргизської РСР (1936-1940)
Прапор Киргизської РСР (1940-1952)
Прапор Киргизської РСР (1952-1990)

### Незалежність

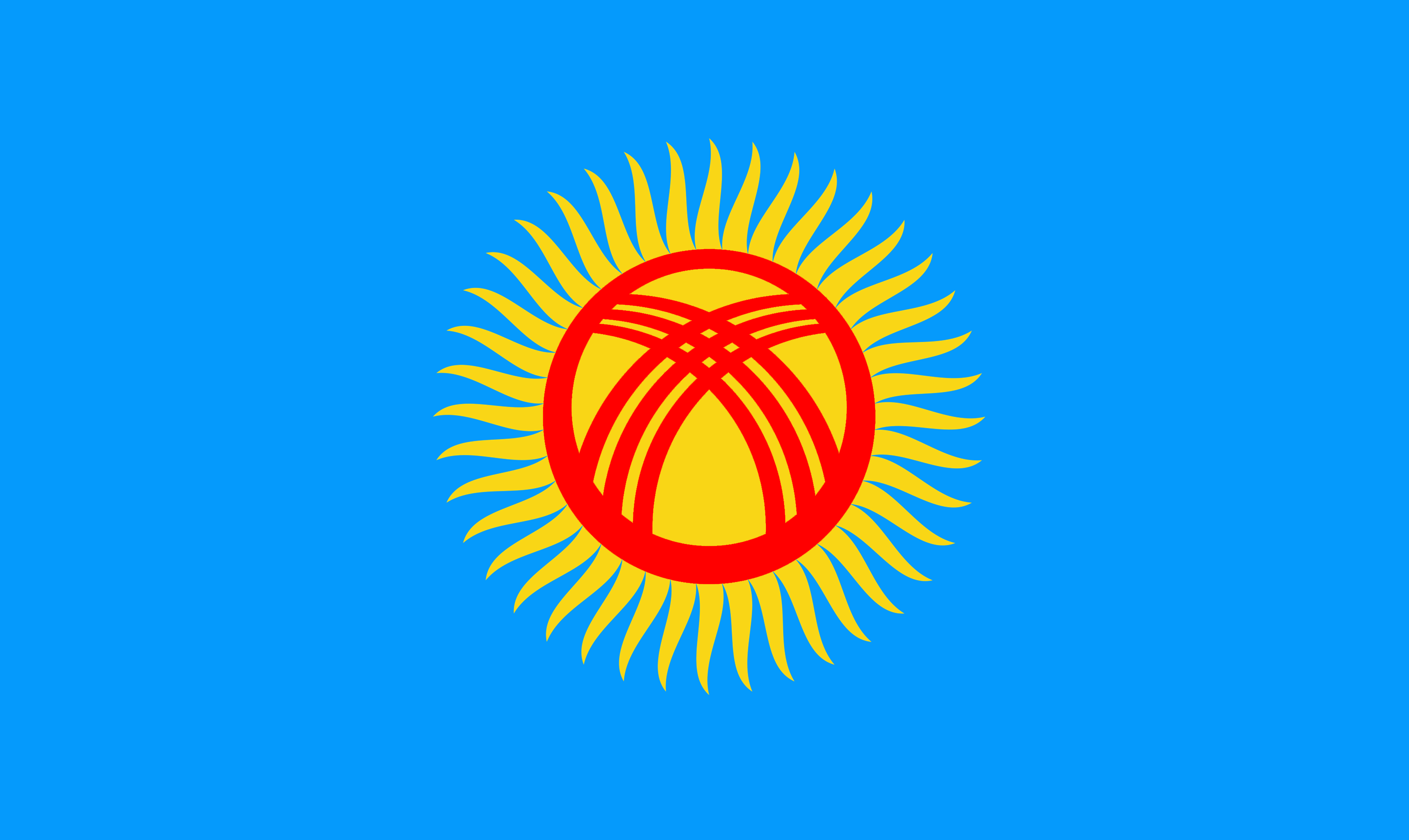
Прапор Киргистану (1991)
Прапор Киргистану (1992 — 2023)
Прапор Киргистану (2023 — дотепер)

## Зміни у 2023 році
20 грудня 2023 року Парламент Киргизстану затвердив закон про зміну державного прапора.